# Anass Essayi
Anass Essayi (arab. ‏أنس الساعي‎; ur. 18 maja 2001 w Rabacie) – marokański biegacz średniodystansowy, olimpijczyk z Tokio 2021 i z Paryża 2024.

## Udział w zawodach międzynarodowych
| Impreza              | Rok  | Miejsce   | Wynik  |
| Impreza              | Rok  | Miejsce   | 1500 m |
| -------------------- | ---- | --------- | ------ |
| Igrzyska olimpijskie | 2021 | Tokio     | 37     |
| Igrzyska olimpijskie | 2024 | Paryż     | 14     |
| Mistrzostwa świata   | 2022 | Eugene    | 22     |
| Mistrzostwa świata   | 2023 | Budapeszt | 29     |